# Позвоночник человека

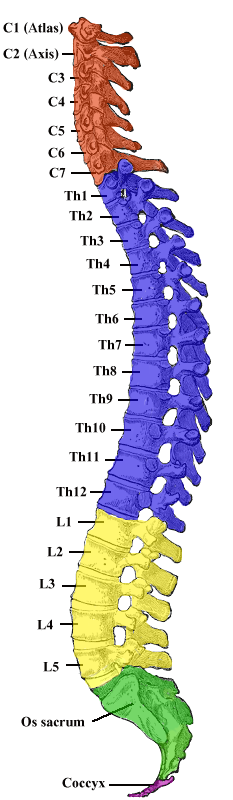
Позвоночный столб человека:
«#» — шейный отдел (Pars cervicalis)
«#» — грудной отдел (Pars thoracalis)
«#» — поясничный отдел (Pars lumbalis)
«#» — крестец (Os sacrum)
«#» — копчик (Os coccygis)

Человеческий позвоночник и его области

Анатомия позвонка

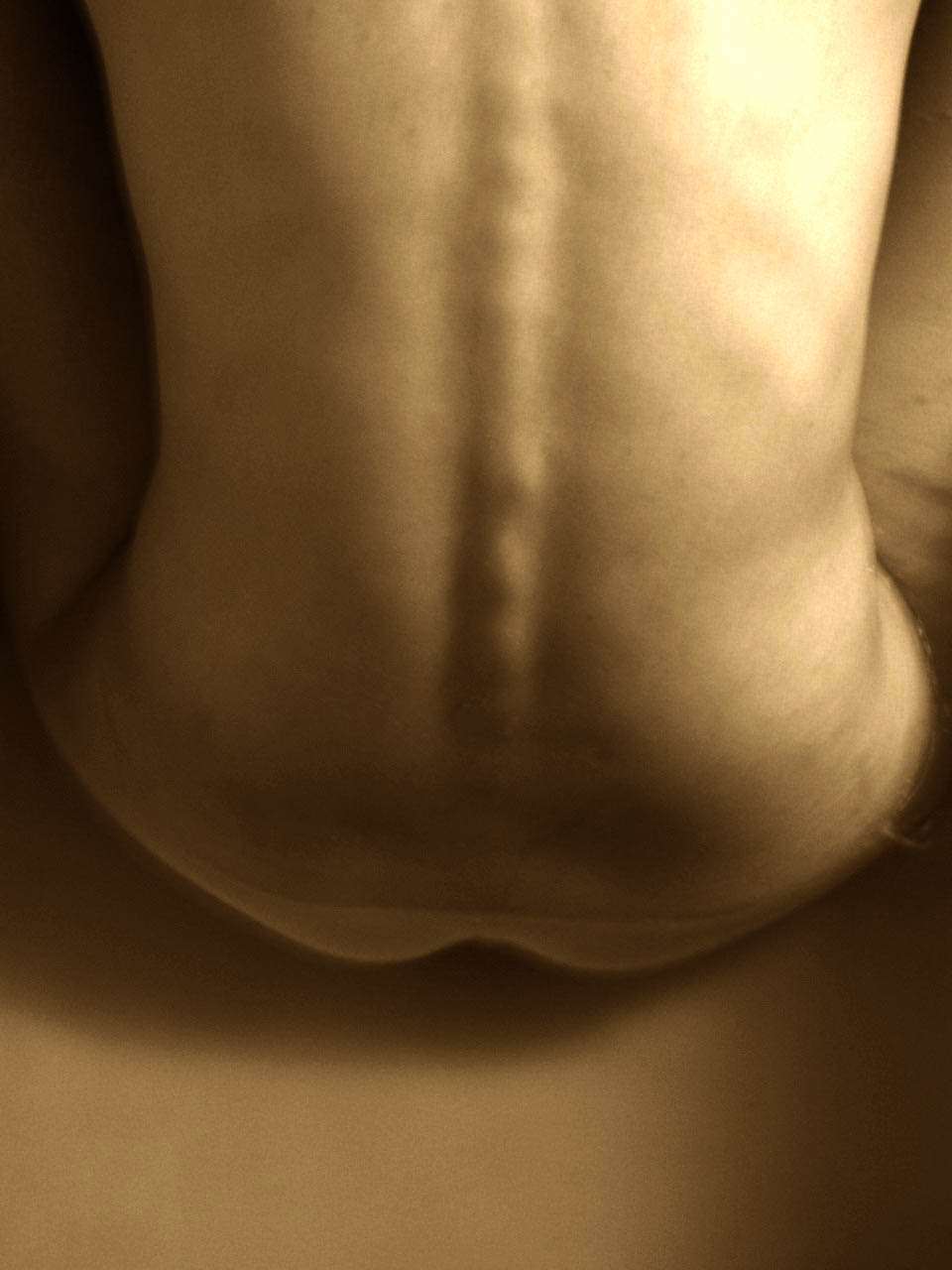
Человеческий позвоночник

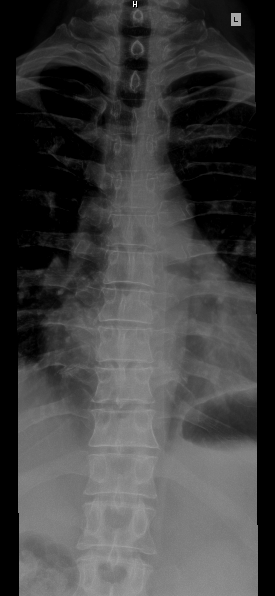
Рентгенограмма грудного отдела позвоночника 57-летнего мужчины

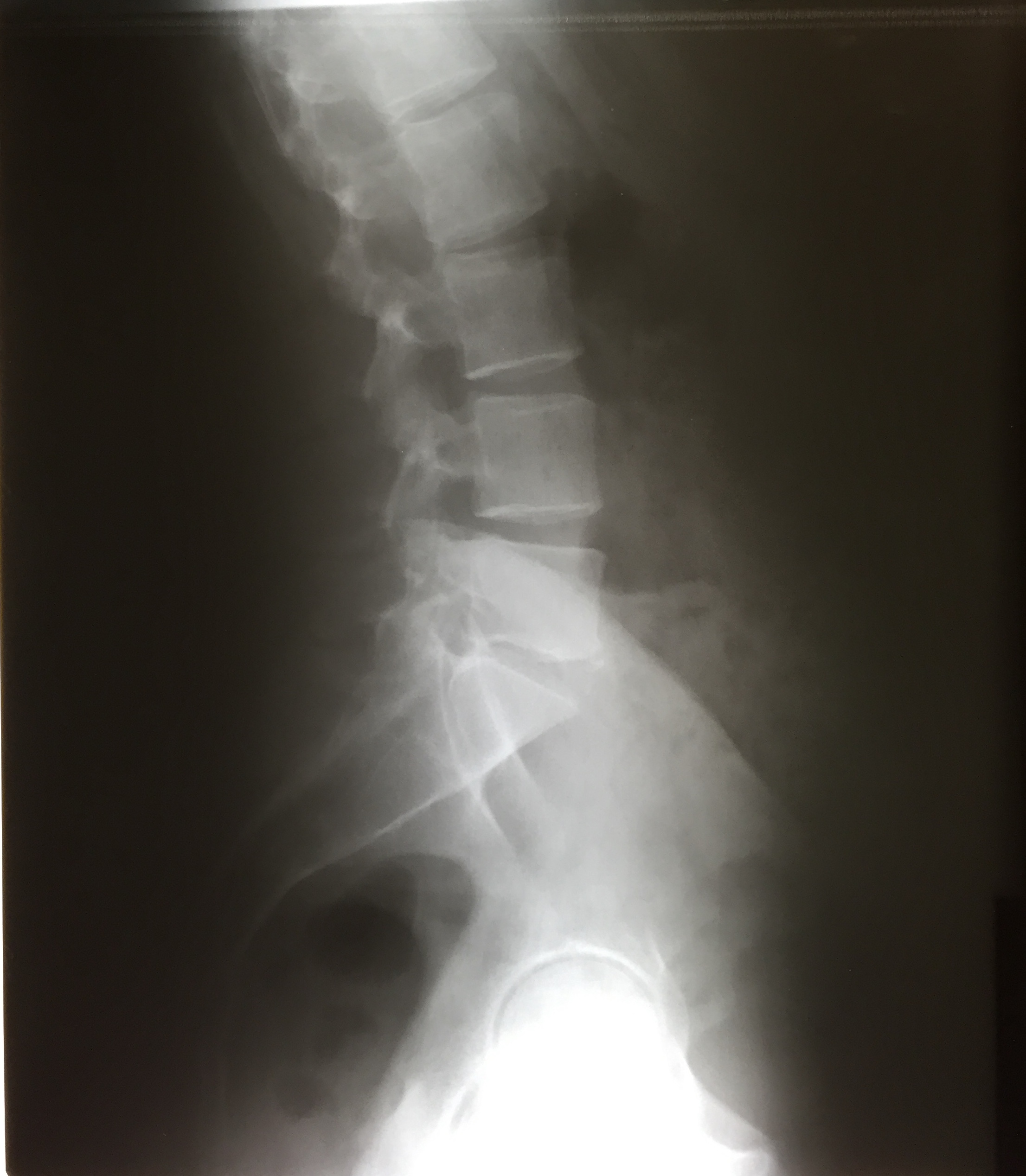
Боковая рентгенограмма поясничного отдела 34-летнего мужчины

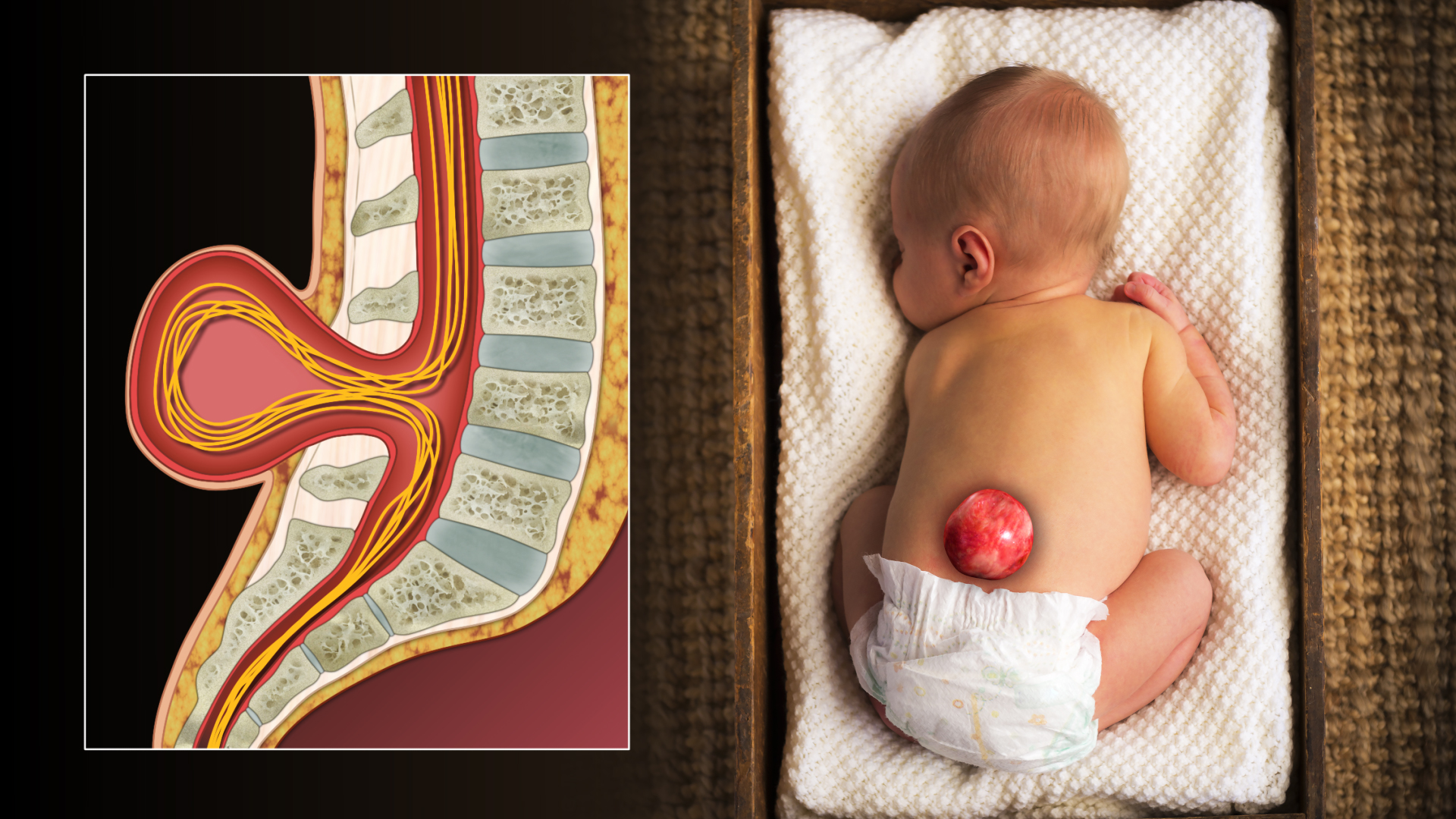
Медицинский 3D-анимационный кадр спинномозговой грыжи

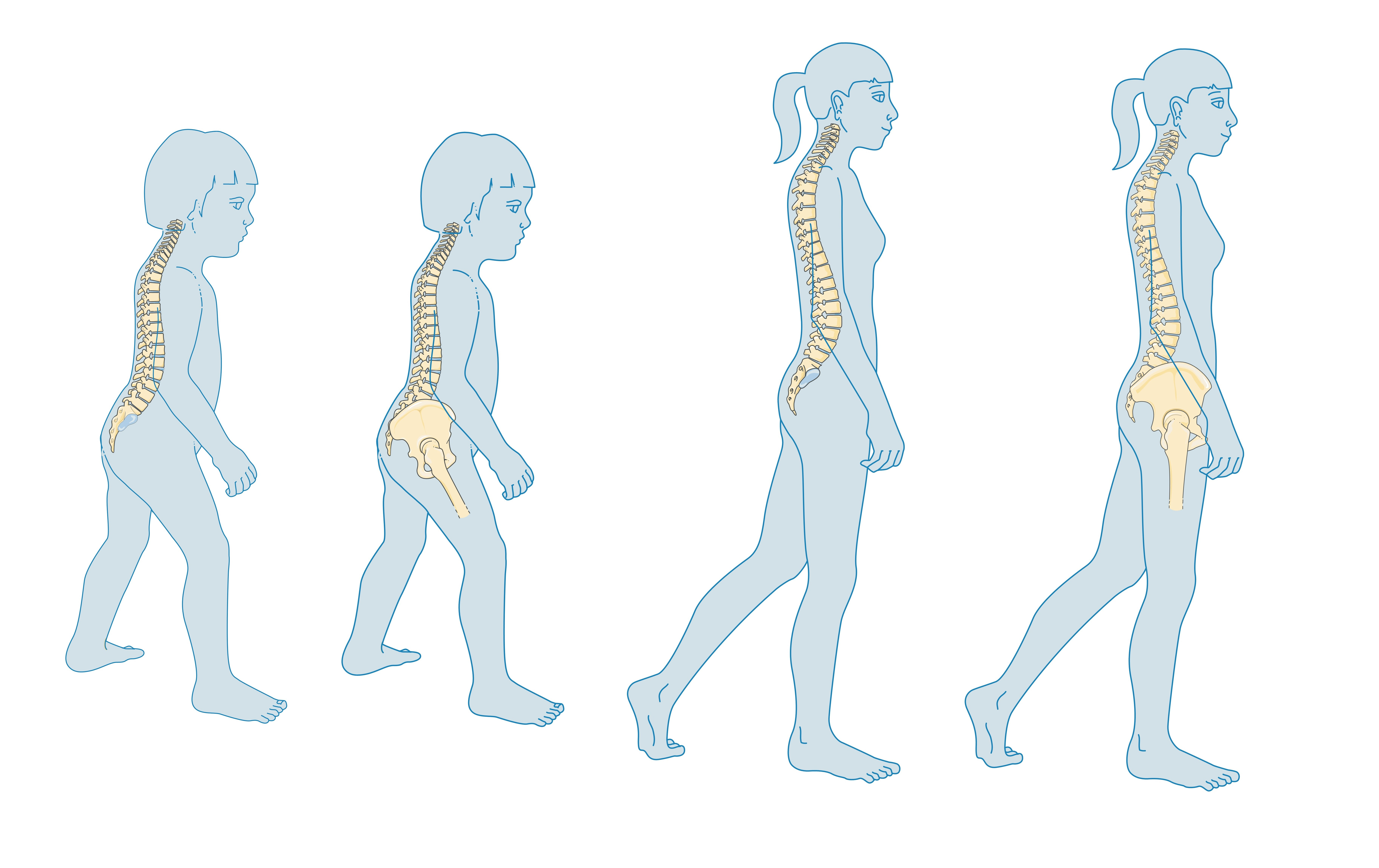
Диаграмма, показывающая нормальную кривизну позвонков в детском и подростковом возрасте

Позвоно́чный столб, или позвоно́чник (лат. columna vertebralis) — основная часть осевого скелета человека. Состоит из 32—33 позвонков, последовательно соединённых друг с другом в вертикальном положении. Позвонки разделяют на отдельные типы: шейные, грудные, поясничные, крестцовые (срастаются в крестец) и копчиковые.

## Функции
Позвоночный столб выполняет функцию опоры, защиты спинного мозга и участвует в движениях туловища и головы.

## Анатомия
Различают 5 отделов позвоночника:
- Шейный отдел (7 позвонков, C1—C7);
- Грудной отдел (12 позвонков, Th1—Th12);
- Поясничный отдел (5 позвонков, L1—L5);
- Крестцовый отдел (5 позвонков);
- Копчиковый отдел (3-4 позвонков)[2], иногда до 5)[источник не указан 1963 дня].

Есть 2 вида изгиба позвоночника: лордоз и кифоз. Лордоз — это те части позвоночника, которые выгнуты вентрально (вперед) — шейный и поясничный. Кифоз — это те части позвоночника, которые выгнуты дорсально (назад) — грудной и крестцовый.
Изгибы позвоночника способствуют сохранению человеком равновесия. Во время быстрых, резких движений изгибы пружинят и смягчают толчки, испытываемые телом.

### Шейный отдел
В шейном отделе позвоночника человека располагаются 7 позвонков. Этот отдел является самым подвижным. Первые два позвонка шейного отдела, атлант (лат. Atlas) и эпистрофей (лат. Axis), имеют атипичное строение. У атланта отсутствует тело позвонка — он состоит из передней и задней дуг, соединённых между собой боковыми костными утолщениями (латеральными массами). Атлант прикрепляется к затылочному отверстию в черепе с помощью мыщелков. В передней части Эпистрофей имеет костный вырост — зубовидный отросток или зуб. Он фиксируется связками в невральном кольце атланта, представляя собой ось вращения позвонка. Благодаря строению этих позвонков, человек может совершать разнообразные движения головой.
Из-за минимальной нагрузки тела шейных позвонков невелики. Поперечные отростки имеют собственные отверстия (образуются при сращении с рудиментами рёбер), в которых проходят позвоночные артерия и вена. В месте сращения поперечного отростка с рудиментом ребра образуются бугорки (передний и задний). Передний бугорок сильно развит у VI шейного позвонка («сонный бугорок») — к нему можно прижать сонную артерию в случае кровотечения. Остистые отростки шейных позвонков раздвоены (кроме I, у которого остистый отросток отсутствует, и VII). Остистый отросток VII позвонка называется «выступающим». Он является точкой отсчёта позвонков при осмотре пациента.

### Грудной отдел
Грудной отдел позвоночника состоит из 12 позвонков. К телам этих позвонков полуподвижно прикреплены рёбра. Грудные позвонки и рёбра, впереди соединённые грудиной, образуют грудную клетку. Только 10 пар рёбер прикрепляются к грудине, остальные свободны.
Тела увеличиваются из-за увеличения нагрузки и имеют рёберные ямки для сочленения с головками рёбер. Обычно один позвонок имеет 2 полуямки — верхнюю и нижнюю. Однако I грудной позвонок имеет полную верхнюю ямку и нижнюю полуямку, X — только верхнюю полуямку, XI и XII — имеют полные ямки для соответствующих рёбер. Остистые отростки грудных позвонков длинные, наклонены вниз, черепицеобразно накладываясь друг на друга. Суставные отростки направлены фронтально. На передней поверхности поперечных отростков — рёберные ямки для сочленения с бугорками рёбер (у XI, XII их нет).

### Поясничный отдел
В поясничном отделе располагается 5 позвонков. На поясничный отдел приходится очень большая масса, поэтому тела поясничных позвонков самые крупные. Остистые отростки направлены прямо назад. Суставные отростки обращены сагиттально. Есть рёберные отростки (рудименты рёбер), добавочные отростки (остатки поперечных отростков, не слившиеся с ребром), сосцевидные отростки — след прикрепления мышц.

### Крестцовый отдел
5 крестцовых позвонков у взрослого человека образуют крестец (os sacrum). У ребёнка состоит из отдельных позвонков, которые срастаются в юношеском возрасте.

### Копчиковый отдел
Включает 3—4 позвонка.

## Развитие позвоночного столба у человека
Выселяющаяся из медиовентральной части (склеротома) каждого сомита мезенхима обволакивает хорду и нервную трубку — образуются первичные (перепончатые) позвонки. Такие позвонки состоят из тела и невральной дуги, метамерно расположенных с дорсальной и вентральной сторон хорды.
На 5-й неделе внутриутробного развития в телах, дорсальной и вентральной дугах появляются островки хрящевой ткани, которые в дальнейшем сливаются. Хорда теряет своё значение, сохраняясь в виде студенистого ядра межпозвоночных дисков между телами позвонков. Дорсальные дуги, разрастаясь и сливаясь, образуют отростки (непарные остистые и парные суставные и поперечные), а вентральные дуги растут в стороны и, проникая в вентральные отделы миотомов, дают начало рёбрам.
На 8-й неделе хрящевой скелет зародыша человека заменяется костным. В конце 8-й недели внутриутробного развития начинают окостеневать позвонки. На каждом позвонке возникают 3 точки окостенения: одна в теле и две в дуге. В дуге точки окостенения сливаются на 1-м году жизни, а дуга срастается с телом на 3-м году жизни (или позже). Добавочные точки окостенения в верхней и нижней частях тела позвонка возникают в 5—6 лет, а окончательно позвонок окостеневает в 20—25 лет.
Шейные позвонки (I и II) отличаются по развитию от остальных. Атлант имеет по одной точке окостенения в будущих латеральных массах, отсюда костная ткань разрастается в заднюю дугу. В передней дуге точка окостенения появляется лишь на 1-м году жизни. Часть тела атланта ещё на стадии хрящевого позвонка отделяется от него и соединяется с телом II шейного позвонка, превращаясь в зубовидный отросток (зуб). Зуб имеет самостоятельную точку окостенения, которая сливается с костным телом II позвонка на 3—5-м году жизни ребёнка.
У трёх верхних крестцовых позвонков на 6—7 месяце внутриутробного развития появляются добавочные точки окостенения, за счёт которых развиваются латеральные части крестца (рудименты крестцовых рёбер). На 17-23 году крестцовые позвонки срастаются в единый крестец.
В копчиковых (рудиментарных позвонках) появляется по одной точке окостенения в различное время (в период от 1 года до 20 лет).
У зародыша человека закладывается 38 позвонков: 7 шейных, 13 грудных, 5 поясничных и 12—13 крестцовых и копчиковых. В период роста эмбриона происходят следующие изменения: 13-я пара рёбер редуцируется и срастается с поперечными отростками 13-го грудного позвонка, который становится 1-м поясничным (а последний поясничный позвонок становится 1-м крестцовым). В дальнейшем происходит редукция большинства копчиковых позвонков. Таким образом, к моменту рождения плода позвоночный столб состоит из 33—34 позвонков.

### Варианты и аномалии развития позвоночного столба человека
Ассимиляция атланта (сращение I шейного позвонка с черепом) — может комбинироваться с расщеплением его задней дуги. Ассимиляция атланта является редкой аномалией. Она может сопровождаться различными изменениями в строении атланта и затылочной кости. Данные об ассимиляции атланта могут представлять несомненный интерес в клинической практике при проведении оперативных вмешательств в этой области.
Аномалии такого рода (spina bifida) могут встречаться и у других позвонков, чаще у поясничных и крестцовых. Число крестцовых позвонков за счёт ассимиляции поясничных может увеличиваться до 6—7 («сакрализация»), при соответствующем увеличении крестцового канала и увеличении количества крестцовых отверстий. Реже наблюдается уменьшение количества крестцовых позвонков до 4 при увеличении числа поясничных («люмбализация»).
При наличии шейных рёбер VII шейный позвонок приобретает сходство с грудным. В случае наличия 13-й пары рёбер увеличивается число типичных грудных позвонков.
Аномалия Киммерли — это мальформация краниовертебрального перехода, связанная с атипичным врожденным дефектом атланта в виде костной дугообразной перегородки на задней дуге над бороздой позвоночной артерии.

## Первая помощь при травмах позвоночника
При подозрении на травму позвоночника нельзя передвигать и переворачивать пострадавшего. В тех случаях, когда оставление на месте приведёт к неизбежным дополнительным травмам или смерти передвижение пострадавшего осуществляется на твёрдой поверхности, с максимальным сохранением положения в котором он находился до начала перемещения. Помните, что при изменении положения тела, попытке уложить травмированного на живот или придать ему более удобную позу, вы можете провести ущемление спинного мозга позвонками, что приведёт к параличу нижележащих отделов и пожизненной инвалидности больного.

## Профилактика заболеваний позвоночника
Использование ортопедических стелек, oртопедического корсета, бандажа.